# Svensk Ungdom
Svensk Ungdom (SU) (finska Rkp-nuoret) är ett finländskt politiskt ungdomsförbund för det finländska partiet Svenska Folkpartiet. Organisationen har enligt egen uppgift cirka 2300 medlemmar år 2025

## Historia
Svenska folkpartiet hade redan då det grundades år 1906 en ungdomsklubb, Konstitutionella Ungdomsklubben, som verkade främst i Helsingfors fram till år 1914. Klubben fortsatte existera under namnet Svenska Ungdomsklubben, men bedrev snarare kulturell verksamhet och manifesterade politisk neutralitet. Under 1930-talet och särskilt under krigsåren diskuterades det aktivt inom partiet hur man bäst skulle återväcka intresset i politiska frågor bland ungdomar. Också andra politiska partier hade verksamma ungdomsföreningar vid den här tidpunkten.  
På Svenska folkpartiets partidag 1942 kom bildandet av en ungdomsorganisation åter upp till diskussion. Syftet med organisationen var att öka intresset för politik bland finlandssvenska ungdomar och därmed också trygga partiets framtid. I maj 1943 tillsatte Svenska folkpartiets centralstyrelse en ungdomsstyrelse för att organisera politisk kursverksamhet för ungdomar.
Kursverksamheten inleddes 11–14 november 1943. Efter dessa dagar beslöt man att grunda en ungdomsorganisation som i januari 1944 antog namnet Svensk Ungdom. Organisationen antog samtidigt stadgar som betonade fosterländskhet, demokrati och nordiska gemenskap. Olav Ahlbäck fungerade som första ordförande för Svensk Ungdom från och med maj 1944. 
Svensk Ungdom växte och utvecklade sin verksamhet i snabb takt och redan ett år efter grundandet beslöt man att dela upp verkningsområdena i lokalavdelningar och kretsar samt anställa en ombudsman för föreningen. SU knöt också ivrigt kontakter med andra nordiska politiska ungdomsorganisationer under 1940-talet. I slutet av 1940-talet bestod Svensk Ungdom redan av 21 lokalavdelningar och cirka 1 800 medlemmar och förbundet hade hittat en tydlig plats på den politiska kartan i Finland.
Under 1950-talet utvecklades Svensk Ungdom till en mer självständig organisation med en egen identitet. Ungdomsförbundet följde i stora drag Svenska folkpartiets politiska program, men representerade ofta en mera liberal och djärv falang. I riksdagsvalet 1951 ställde också Svensk Ungdom upp sina första egna kandidater, av vilka Grels Teir invaldes till riksdagen från Vasa läns norra valkrets. 
Innan och under 1960-talet var flera av Svensk Ungdoms frontfigurer mellan 30 och 40 år gamla, men under årtiondet började man i allt högre grad vända sig till studenter och skolelever. 1960-talet kännetecknades av ett slags ungdomsrevoltens tid och både inom Svensk Ungdom och i samhället i övrigt diskuterades frågor som miljö, värnplikt, sexualfrågor och kriminalvård.
Under 1970-talet färgades Svensk Ungdoms politiska linje tydligt av den gröna politiska rörelse som redan hade starkt fotfäste hos framförallt systerorganisationerna i Sverige, med centerungdomens Centerpartiets ungdomsförbund i spetsen. Svensk Ungdoms medlemmar deltog bland annat aktivt i demonstrationer mot kärnkraftverk, men lade också mycket fokus på internationellt utvecklingsbistånd samt student- och elevfrågor genom organisationen Mittenförbundet. 
Efter Berlinmurens fall stärkte Svensk Ungdom sina ståndpunkter i internationella frågor och blev medlem i de internationella liberala takorganisationerna International Federation of Liberal Youth och Europeiska liberala ungdomsförbundet. 
Under 2000-talets första årtionde ställdes Svensk Ungdom precis som andra politiska förbund och aktörer inför nya utmaningar orsakade av digitaliseringen och det allt snabbare informationsflödet. Svensk Ungdom behövde i större utsträckning profilera sig bland andra ungdomsförbund och beslöt bland annat att grunda det högskolepolitiska expertorganet Liberala Studerande år 2008. Svensk ungdom satsade stort på synlighet också utanför sociala medier och gjorde exempelvis en turné runt landet i samband med Europaparlamentsvalet 2009. 

## Svensk Ungdom idag
Svensk Ungdom arbetar idag bland annat för:
- ett flerspråkigt Finland
- nordiskt samarbete
- en levande landsbygd
- mångkulturalism och jämlikhet
- ökad EU-integration och ett finländskt Nato-medlemskap
- grön skatteväxling och miljöskydd
- grundinkomst i form av en negativ inkomstskatt [2]

## Organisation
Svensk Ungdom har 42 lokalavdelningar runt omkring i Svenskfinland. De är indelade i fyra kretsar, Helsingfors och samkretsen, Nyland, Egentliga Finland och Österbotten. Både lokalavdelningarna och kretsarna är registrerade föreningar med en självständig ekonomi och en styrelse.
Förbundet Svensk Ungdoms centrala politiska och organisatoriska verksamhet leds av en förbundsstyrelse. Förbundsstyrelsen består av en ordförande, två vice ordförande samt tre–fem ledamöter. Styrelsen väljs på kongressen, Svensk Ungdoms årsmöte och har en mandatperiod på ett år. Förutom dessa har förbundet fem sektorutskott, däribland ett internationellt utskott, miljöutskott, jämställdhetsutskott, Högskolepolitiskt utskott LSK  samt ett ekonomi- och arbetspolitiskt utskott. 
Svensk Ungdom har ett förbundskansli i Helsingfors och kretskanslier i Åbo och Vasa. Alla fyra kretsar har varsin anställd verksamhetsledare. Till personalen hör också förbundssekreterare, kommunikatör och en grafiker. Förbundssekreteraren är förbundets högsta anställda och leder förbundets verksamhet och ekonomi. Förbundets kommunikatör ansvarar för Svensk Ungdoms sociala medier, webbplats och kommunikation i samarbete med förbundets grafiker. Kommunikatören fungerar även som chefredaktör för förbundets politiska tidskrift Liber. 
Vid kongressen 2024 valdes Dan Cederlöf till förbundsordförande i valet mot Andree Martinez och Nicole Sten. Han efterträder Julia Ståhle som ledde förbundet 2022-2024. 

## Internationell verksamhet
Svensk Ungdom har ett omfattande internationellt samarbete, främst med fokus på Norden och Europa. Förbundet är medlem i Nordiska Centerungdomens Förbund (NCF), European Liberal Youth (LYMEC) och International Federation of Liberal Youth (IFLRY).

## Ordförande genom tiderna
- Olav Ahlbäck 1943–1948
- Christoffer Schildt 1948–1953
- Grels Teir 1953–1957
- Hans W. Hansson 195–1960
- Carl Olof Tallgren 1960–1962
- Hugo Skott 1962–1964
- Nils Malmberg 1964–1966
- Rainer Erlund 1966–1967
- Pär Stenbäck 1967–1970
- Christoffer Taxell 1970–1972
- Jan-Erik Granö 1972–1973
- Olav Jern 1973–1975
- Björn Månsson 1975–1977
- Mikael Ingberg 1977–1979
- Mårten Johansson 1979–1981
- Astrid Thors 1981–1983
- Nina Maria Wilkman 1983–1984
- Kjell Westermark 1984–1985
- Max Arhippainen 1985–1987
- Joakim Lönnroth 1987–1989
- Anders Dahlqvist 1989–1991
- Rikard Korkman 1991–1994
- Örn Witting 1994–1996
- Stefan Svenfors 1996–1998
- Marcus Rantala 1998–2000
- Magnus Öster 2000–2001
- Linda Lindholm 2001–2003
- Fredrik Guseff 2003–2005
- Anna Bertills 2005–2007
- Minna Lindberg 2007–2008
- Oscar Ohlis 2008–2010
- Fredrika Åkerö 2010–2012
- Niklas Mannfolk 2012–2014
- Ida Schauman 2014-2017
- Christoffer Ingo 2017–2019
- Frida Sigfrids 2019-2022
- Julia Ståhle 2022–2024
- Dan Cederlöf 2024-